# Dionísio I de Siracusa
Dionísio I, o Antigo (Siracusa, ca. 430 a.C. – Siracusa, 367 a.C.) foi tirano de Siracusa. Governou Siracusa por trinta e oito anos, até a sua morte.
Era de origem humilde (segundo Diodoro Sículo, ele era um escriba) e aproveitou-se da guerra com Cartago para tomar o poder em 405 a.C. Os oito anos seguintes foram dedicados a reforçar seu poder. Fortificou Siracusa, derrotou seus inimigos políticos e destruiu e ocupou as cidades gregas vizinhas. Com isso, reiniciou a guerra contra Cartago. Inicialmente foi vitorioso com o cerco de Mócia (397/96 a.C.) e limitou o poder de Cartago somente ao noroeste da Sicília. A segunda guerra, em 392 a.C., terminou com tratado favorável a Dionísio. A terceira guerra, em 383 a.C., foi desastrosa. Dionísio foi derrotado e obrigado a pagar uma indenização e a ceder a Cartago o território a oeste do rio Hálicas.
Dionísio possuía também relações amigáveis com Esparta, que ajudou com mercenários, e aliança com Atenas (369/ 67 a.C.).